# Geogarypus ocellatus
Geogarypus ocellatus är en spindeldjursart som beskrevs av Volker Mahnert 1978. Geogarypus ocellatus ingår i släktet Geogarypus och familjen Geogarypidae. Inga underarter finns listade i Catalogue of Life.